# تته (بازیکن فوتبال)
تته (انگلیسی: Tete؛ زادهٔ ۲۶ مهٔ ۱۹۸۵) بازیکن فوتبال اهل اسپانیا است.
از باشگاه‌هایی که در آن بازی کرده‌است می‌توان به باشگاه فوتبال اتلتیکو مادرید، باشگاه فوتبال پومفرادینا، باشگاه فوتبال آلباسته بالومپیه، و باشگاه فوتبال رئال مورسیا اشاره کرد.